# Pont Belinsky
Pour les articles homonymes, voir Belinsky.
Le pont Belinsky est un pont en pierre sur la rivière Fontanka dans le district central de Saint-Pétersbourg, reliant les îles Spassky et Bezymyanny. Le pont est un monument architectural d'importance régionale et est protégé par l'État. 

## Nom
Initialement, à partir du 20 août 1739, le pont s’appelait Siméonovsky, d'après l’église voisine de Syméon et Anne. Le pont a reçu son nom moderne le 6 octobre 1923 sous la forme de pont de l'écrivain Belinsky. Le mot qualificatif d'écrivain a cessé d'être utilisé après 1929. 

## Histoire

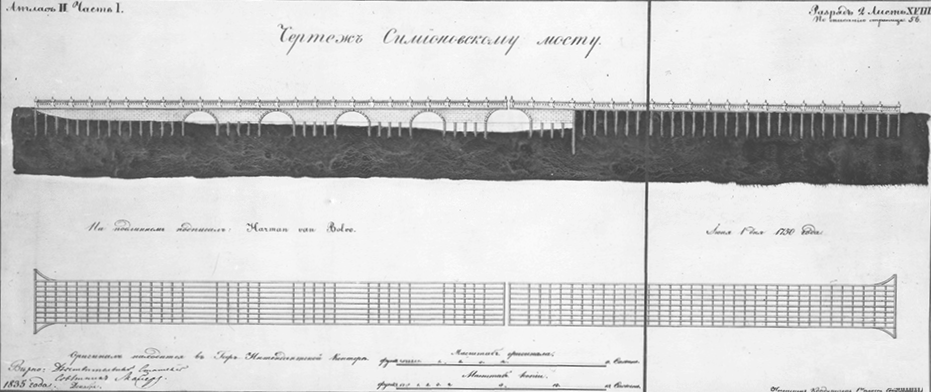
Ancien Pont en bois Simeonovsky

En 1733, un pont de bois fut construit sur des fondations sur pieux, décorées sous une pierre voûtée   . En 1784 - 1785 il a été remplacé par un pont en pierre à trois travées, construit comme l'un des sept ponts typiques sur la Fontanka avec des tourelles caractéristiques (il ne reste que deux de ces ponts: le pont Lomonossov et le pont pont Staro-Kalinkine). L'auteur du projet est vraisemblablement un ingénieur français, J.-R. Perronet  . En fait, ce pont était le premier d'entre eux.